# Cabina per fototessera

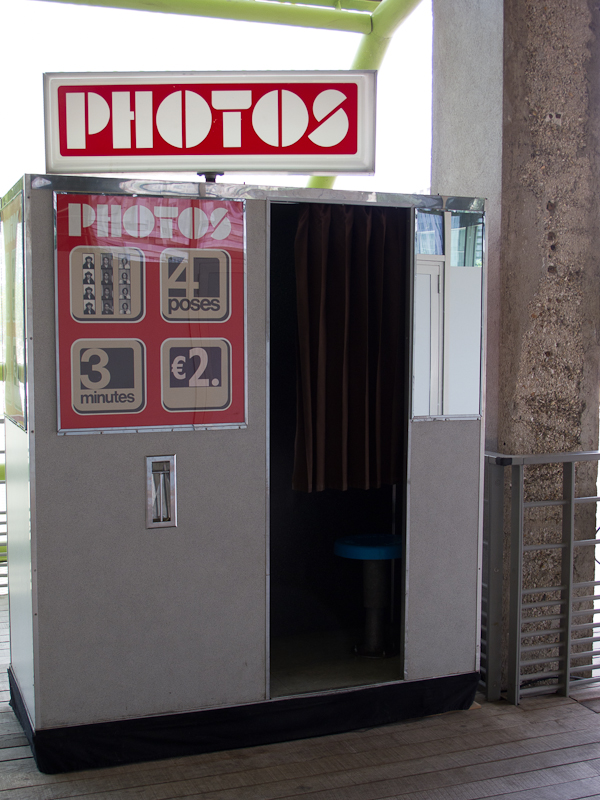
Cabina per fototessera

Le cabine per fototessera automatiche, note anche come Photomaton, dal nome dei primi esemplari presentati all'esposizione Universale di Parigi nel 1890, sono state introdotte negli Stati Uniti nel 1924 e in Italia nel 1962.

## Storia
La prima macchina automatica fu installata a New York nel 1926, mentre il 20 giugno 1928 si ebbe la prima installazione di 5 cabine automatiche su suolo europeo a Parigi.
In Italia, compare per la prima volta nel 1962, a Roma, nella Galleria Alberto Sordi (ex Galleria Colonna) prodotta dalla società italiana Dedem Automatica. La striscia verticale di 4 foto in bianco e nero costava 100 lire e il tempo di consegna era di 3 minuti. Per la stampa viene adottato un sistema di sviluppo diretto, cioè senza negativo, con un processo molto simile a quello manuale con bracci elettromeccanici rotanti, chiamati "carousel", che immergevano la carta nei relativi processi di sviluppo, sbianca, fissaggio e risciacquo.
Di solito si trovano nelle vie o aree comuni e si attivano con l'inserimento di monete. Le cabine fotografiche tradizionalmente possedevano un sedile regolabile, progettato per la persona o le persone che dovevano essere fotografate  disposte di fronte alla fotocamera. Quando si inseriscono monete si attiva il processo: la macchina scatterà una serie di fotografie, differenti o uguali fra loro. A volte, prima di ogni foto, la cabina fotografica produce un segnale, ad esempio una luce o un segnale acustico, per avvisare il cliente dello scatto imminente. Dopo l'ultima immagine della serie (di solito tra 3 e 8) l'apparecchiatura inizia a sviluppare le copie fotografiche, prendendo alcuni minuti nelle vecchie cabine fotografiche analogiche, ora con la tecnologia digitale in molto meno tempo. La dimensione e la forma di queste impressioni variano in base alla configurazione della macchina o scelta dell'utente.
I tre paesi con la più grande infrastruttura di cabine fotografiche sono Regno Unito, Giappone e Francia. In altri paesi la diffusione di cabine automatiche per fototessera è minore. Queste potrebbero includere la Germania, l'Italia, la Spagna, la Scandinavia e Benelux.